# Tour of the North
Le Tour of The North est une course cycliste par étapes britannique disputée au mois d'avril en Irlande du Nord. Elle a été créée en 1955, le jour du lundi de Pâques. 
Les trois premières éditions sont remportées par le Britannique Stan Brittain. Sean Kelly s'est également imposé sur cette épreuve en 1976. 

## Palmarès
| Année     | Vainqueur                                      | Deuxième                                       | Troisième                                      |
| --------- | ---------------------------------------------- | ---------------------------------------------- | ---------------------------------------------- |
| 1955      | Stan Brittain                                  | Tommy Talbot                                   |                                                |
| 1956      | Stan Brittain                                  |                                                |                                                |
| 1957      | Stan Brittain                                  |                                                |                                                |
| 1958      | Ray Booty (en)                                 |                                                |                                                |
| 1959      | Alan Ramsbottom                                |                                                |                                                |
| 1960      | Hugh McGuire                                   |                                                |                                                |
| 1961      | John Lackey (en)                               |                                                |                                                |
| 1962      | Norman Baty                                    | Peter Gordon                                   | Gordon McNaught                                |
| 1963      | Hugh McGuire                                   |                                                |                                                |
| 1964      | Jack Johnston                                  |                                                |                                                |
| 1965      | Liam Horner (en)                               |                                                |                                                |
| 1966      | Ian Thomson                                    |                                                |                                                |
| 1967      | Jack Johnston                                  |                                                |                                                |
| 1968      | Les West (en)                                  | Noel Teggart (en)                              | Morris Foster (en)                             |
| 1969      | Noel Teggart (en)                              | Peter Watson (en)                              | Alan Stott                                     |
| 1970      | Peter Doyle (en)                               | John Watson (en)                               | Peter Watson (en)                              |
| 1971      | Roly Mery                                      | Peter Doyle (en)                               | Andy McGhee                                    |
| 1972      | annulé en raison de la tuerie du Bloody Sunday | annulé en raison de la tuerie du Bloody Sunday | annulé en raison de la tuerie du Bloody Sunday |
| 1973      | Noel Teggart (en)                              |                                                |                                                |
| 1974      | John Clewarth (en)                             | Mick Daly                                      | Ray Palin                                      |
| 1975      | Kevin Apter                                    | Arthur Cunningham                              | Ad van Overveld                                |
| 1976      | Sean Kelly                                     | Jan Jonkers                                    | Frank Lyon                                     |
| 1977      | Eddy Van den Broeck                            | Joe Smyth                                      | Sandy Gilchrist                                |
| 1978      | Billy Kerr (en)                                | Phil Thomas                                    | John Clark                                     |
| 1979      | Billy Kerr (en)                                | Wilfried Van den Broeck                        | Alan McCormack (en)                            |
| 1980-1987 | non organisé                                   | non organisé                                   | non organisé                                   |
| 1988      | Mervyn Gilmore                                 |                                                |                                                |
| 1989      | Gordon Scott                                   |                                                |                                                |
| 1990      | Alistair Irvine                                |                                                |                                                |
| 1991      | Roderick Riddle                                |                                                |                                                |
| 1992      | James Millar                                   |                                                |                                                |
| 1993      | Andrew Moss                                    |                                                |                                                |
| 1994      | Simon Bray                                     |                                                |                                                |
| 1995      | Colin Langley                                  |                                                |                                                |
| 1996      | Rob Holden                                     |                                                |                                                |
| 1997      | Jason MacIntyre                                |                                                |                                                |
| 1998      | Andy Proffitt                                  |                                                |                                                |
| 1999      | Tommy Evans (en)                               |                                                |                                                |
| 2000      | Philip Cassidy (en)                            |                                                |                                                |
| 2001      | Julian Winn                                    |                                                |                                                |
| 2002      | Duncan Urquhart                                |                                                |                                                |
| 2003      | Tommy Evans (en)                               | Evan Oliphant                                  | Ryan Connor                                    |
| 2004      | Ryan Connor                                    | John Dempsey                                   | Brendan Doherty                                |
| 2005      | Paul Healion                                   |                                                |                                                |
| 2006      | Ryan Connor                                    | Tommy Evans (en)                               | Andy Proffitt                                  |
| 2007      | Thomas Murray                                  | Ryan Connor                                    | Neil Delahaye                                  |
| 2008      | Ryan Connor                                    | Tom Vanbecelaere                               | Sean Downey                                    |
| 2009      | Martyn Irvine                                  | Dean Downing                                   | Peter Hawkins                                  |
| 2010      | Philip Lavery                                  | Hamish Haynes                                  | Tom Last                                       |
| 2011      | Adam Armstrong                                 | Simon Williams                                 | Thomas Martin                                  |
| 2012      | James Moss                                     | Michael Nicholson                              | Matthew Higgins                                |
| 2013      | annulé en raison d'importantes chutes de neige | annulé en raison d'importantes chutes de neige | annulé en raison d'importantes chutes de neige |
| 2014      | James Gullen                                   | Fraser Duncan                                  | Richard Hepworth                               |
| 2015      | David Watson                                   | Ronan McLaughlin                               | Dave Hamilton                                  |
| 2016      | Edward Clemens                                 | Jake Hales                                     | David Watson                                   |
| 2017      | John Archibald                                 | Edward Clemens                                 | Richard McDonald                               |
| 2018      | Rupert Graham                                  | Marcus Burnett                                 | Darnell Moore                                  |
| 2019      | Reece Wood                                     | David Montgomery                               | Kevin McCambridge                              |